# Kapelle Alt Ungnade

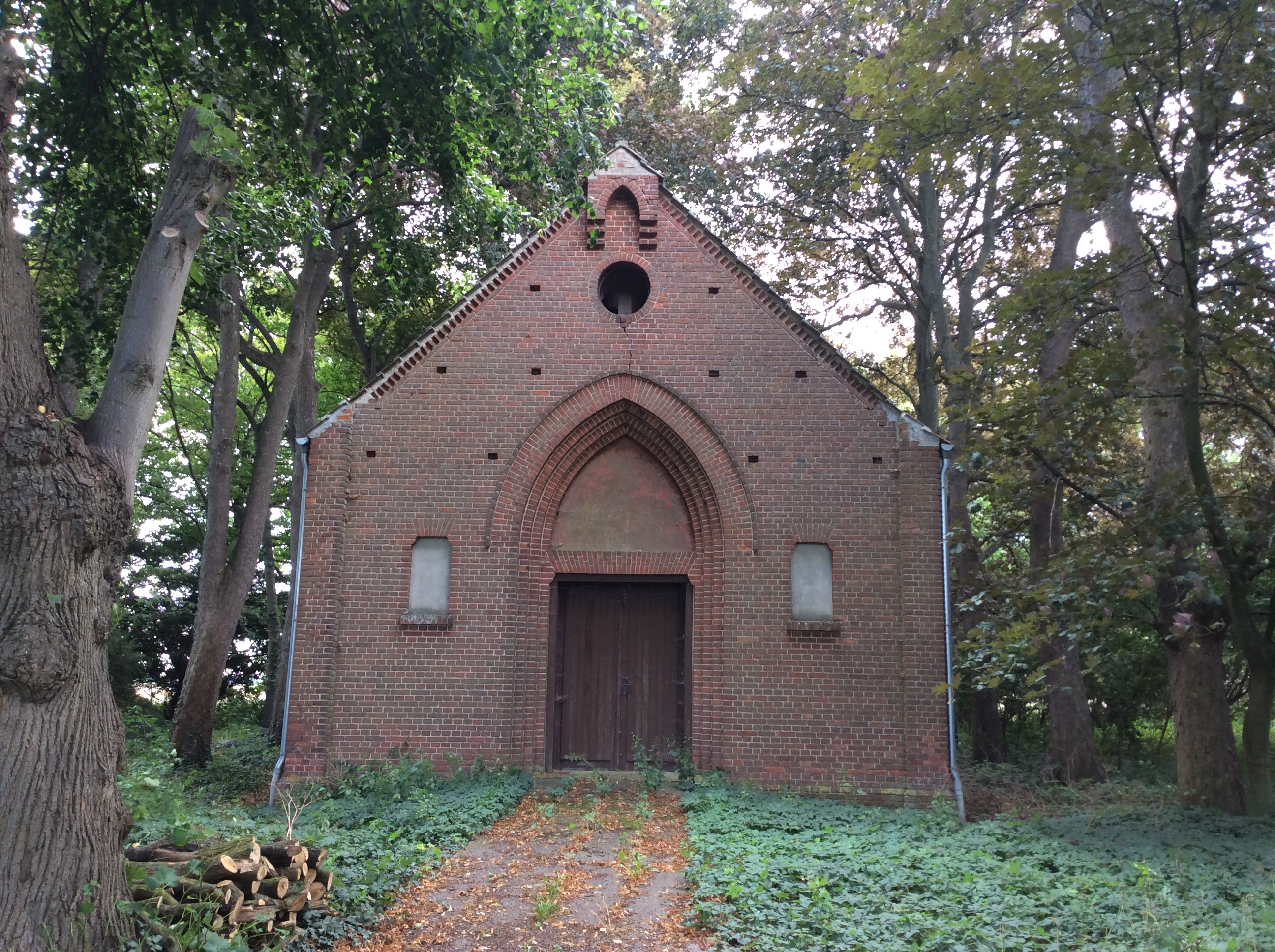
Ehemalige Kapelle in Alt Ungnade

Die evangelische Kapelle Alt Ungnade ist ein Sakralbau in Alt Ungnade, einem Ortsteil der Gemeinde Levenhagen im Landkreis Vorpommern-Greifswald in Mecklenburg-Vorpommern.

## Geschichte
Ernst von Haselberg weist in seinen Aufzeichnungen darauf hin, dass im Jahr 1442 erstmals eine Kapelle in Alt Ungnade erwähnt wurde. Von diesem Bauwerk finden sich jedoch keine Spuren mehr. 1850 muss es gänzlich verfallen sein, denn der Bauinspektor der Königlichen Universität zu Greifswald, Carl August Peter Menzel, erhielt in diesem Jahr den Auftrag, einen Neubau zu errichten. Der Schinkel-Schüler erbaute daraufhin aus rötlichen Backstein ein Bauwerk im Stil des Berliner Architekten Friedrich August Stüler. Es wird im 21. Jahrhundert von der Universität in Greifswald als Depot genutzt.

## Architektur

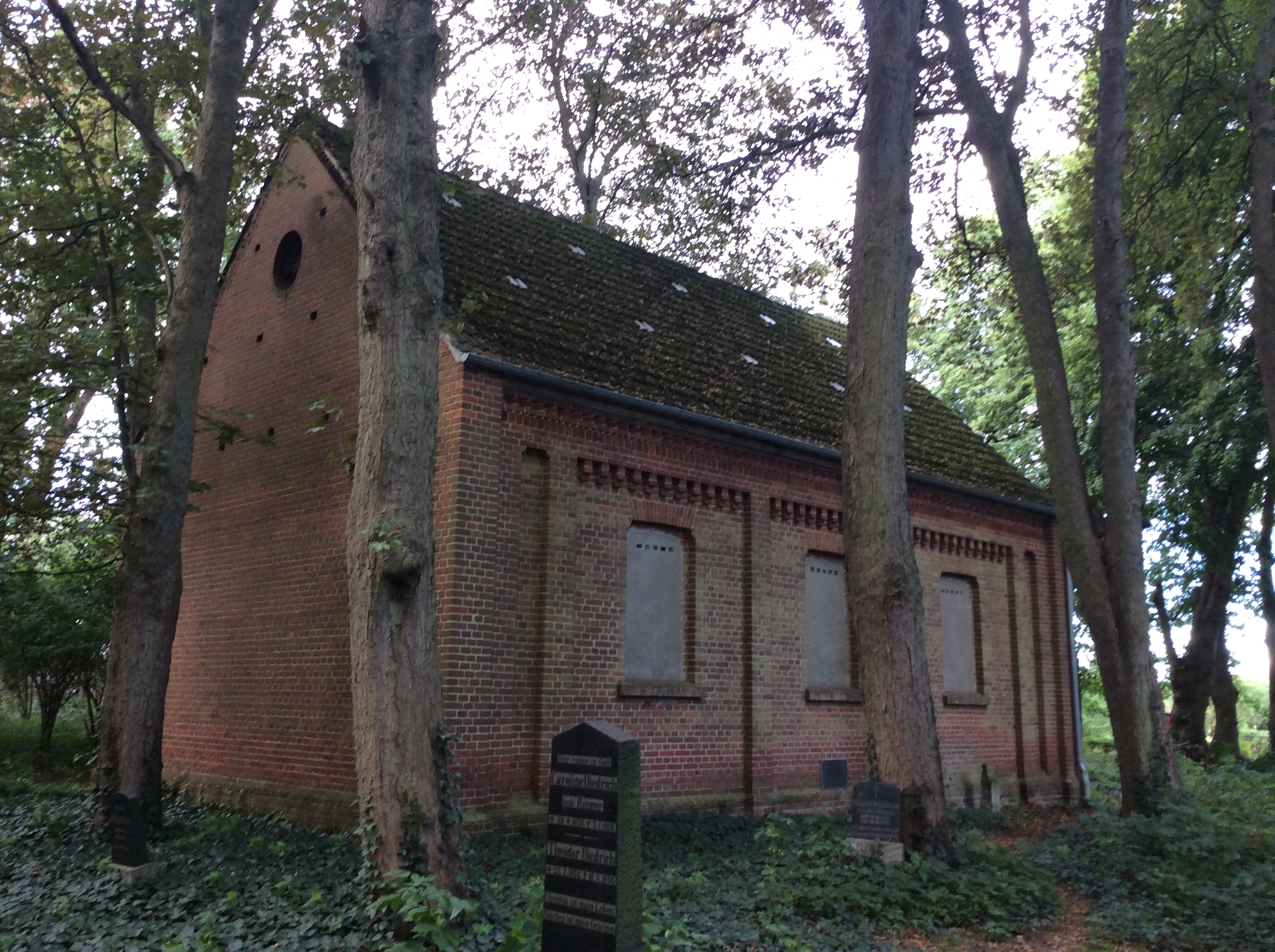
Ansicht von Nordosten

Das Gebäude wurde aus rötlichem Mauerstein mit einem rechteckigen Grundriss errichtet. Die Nord- und Südseite der Kapelle wurden mit vier Lisenen gegliedert, die drei Mauerfelder formen, in denen sich große und rechteckige Fenster befanden. Diese sind im 21. Jahrhundert zugesetzt. Die Felder sind im oberen Bereich zusätzlich mit einem Treppenfries verziert. Die Ecken des Gebäudes werden ebenfalls durch Lisenen betont. Die Ostseite ist ausgesprochen schlicht gehalten: Im Giebel befindet sich lediglich ein Rundfenster sowie am Übergang zum Satteldach ebenfalls ein Fries. Das Westportal besteht aus einer großen, rechteckigen Holztür mit zwei achssymmetrisch angeordneten, deutlich kleineren (und ebenfalls zugesetzten) Fenstern. Oberhalb des Portals ist eine dreifach gestufte Spitzbogenblende vorhanden. Im Giebel befinden sich ein Rundfenster sowie ein kleiner Giebelturm mit einer spitzbogenförmigen Verzierung.
Heute nicht mehr vorhanden sind die Fialen, die die vier Ecken der Kapelle betonten, sowie der obere Teil des Giebelturms.